# Risque de crédit
Le risque de crédit est le risque qu'un emprunteur ne rembourse pas tout ou une partie de son crédit aux échéances prévues par le contrat signé entre lui et l'organisme préteur (généralement une banque). La maîtrise du risque de crédit est au cœur du métier du banquier car il détermine la rentabilité des opérations  effectuées. Si l'établissement financier sous-évalue ce risque, le montant prêté et les intérêts dus ne seront pas perçus et viendront s'inscrire en perte. L'évaluation du risque de crédit passe par une bonne connaissance du client et, si c'est une entreprise, par une bonne évaluation de son projet et du secteur dans lequel elle exerce son activité. La banque s'appuie pour son évaluation du risque de crédit sur son expérience et éventuellement sur des outils statistiques (scores ou systèmes experts). Pour une opération donnée le risque de crédit peut être minoré par la prise de garanties (cautions d'une personne ou d'une société de cautionnement, sûretés réelles comme des hypothèques...) mais également en incorporant dans le taux d’intérêt une marge dont la valeur dépend du niveau de risque. Lorsque l'opération concerne une grande entreprise la banque peut également réduire ce risque en limitant sa participation à hauteur d'une partie de la somme empruntée grâce à la mise en place d'un pool bancaire.
L'un des outils d'estimation[Où ?] du risque de crédit est le cbpv, abréviation de l'anglais credit basis-point value[réf. incomplète], qui correspond à la variation de prix résultant d'un mouvement d'un point de base (0,01 %).

## L'évaluation du risque pour la clientèle des entreprises
Évaluer le risque de crédit revient en premier lieu à se poser la question de la solvabilité de l'entreprise (ou du particulier) considérée. Cette solvabilité dépend à la fois des éléments purement internes à l'entreprise, mais aussi d'éléments contextuels comme sa localisation géographique, la situation économique globale et les perspectives d'évolution sectorielle.

## Les facteurs exogènes

### Implantation géographique
Considérer l'environnement de l'entreprise est un préliminaire indispensable en matière d'évaluation du risque puisqu'une entreprise n'est pas une entité vivant en autarcie : elle interagit avec un ensemble d'acteurs extérieurs (autres entreprises, particuliers, banques, assurances, États, la situation politique (stable ou non), de la fiscalité locale, de la législation (droit du travail, droit des affaires, règlementation sur la sécurité et l'environnement...). Nonobstant la situation de l'entreprise en elle-même, la qualité de son implantation et les perspectives d'évolution dans son pays d'origine peuvent l'handicaper gravement ou la favoriser grandement selon les cas, influant de la sorte sur son avenir.
Pour aider à apprécier la qualité du contexte géographique d'une entreprise, les principales agences de notation financière (comme Standard & Poor's), les assurances et les grandes banques d'investissement publient des ratings où chaque pays se voit attribuer une note (chiffre ou lettre) synthétisant les données jugées pertinentes. La note est généralement accompagnée d'un commentaire expliquant l'évaluation qui a été faite et indiquant les principaux facteurs favorables et/ou défavorables.

### Considérations sur les perspectives sectorielles
Le secteur dans lequel l'entreprise exerce son activité influe lui aussi sur sa bonne santé économique. Si un secteur en expansion augure d'une augmentation quasi certaine de l'activité de l'entreprise dans les années suivantes, un secteur en crise suscite à l'inverse des risques plus grands pour l'entreprise qui y opère; ceci est d'autant plus vrai dans certains secteurs particulièrement sensibles au contexte international (matières premières, transport, industries légères...) Une analyse poussée d'un secteur donne finalement une bonne idée des perspectives sur les années à venir et permet d'affiner l'évaluation de toute entreprise qui y exerce son activité.

### La situation macroéconomique
Ce point concerne principalement les entreprises ayant une forte activité internationale. Tributaires de multiples marchés, opérant des transactions sur plusieurs monnaies différentes, elles sont particulièrement sensibles aux aléas de l'économie mondiale ou continentale et aux variations parfois brusques des taux de change entre devises.

## Les facteurs endogènes
Pour cet aspect, ce sont principalement des critères purement financiers qui entrent en ligne de compte, et quelques calculs simples peuvent donner une idée assez précise de la capacité d'un client/emprunteur à rembourser sa dette en temps voulus. Voici une liste non exhaustive de données significatives :
- Chiffre d'affaires annuel
- Niveau d'endettement actuel (à court et long terme)
- Résultat d'exploitation
- Flux de trésorerie (Cash-flow) généré
- Disponibilités (id est la trésorerie de l'entreprise)
- Résultat financier

À partir de ces données, le calcul de certains ratios de base permet immédiatement une première évaluation de la solvabilité de l'entreprise. Ainsi, si le rapport entre l'endettement et le chiffre d'affaires annuel est trop grand, accorder un nouveau crédit peut être très risqué. Un résultat d'exploitation faible par rapport au chiffre d'affaires peut aussi indiquer des difficultés dans le remboursement des emprunts (qui ne doit pas excéder le montant du BAIIA ou EBITDA).

#### Ressources spécialisées
- Bluhm, Christian, Ludger Overbeck et Christoph Wagner, An Introduction to Credit Risk Modeling, Chapman & Hall/CRC, 2002 (ISBN 978-1-58488-326-5)
- Damiano Brigo and Massimo Masetti, Risk Neutral Pricing of Counterparty Risk, in: Pykhtin, M. (Editor), Counterparty Credit Risk Modeling: Risk Management, Pricing and Regulation, Risk Books, 2006 (ISBN 978-1-904339-76-2)
- Orlando, Giuseppe, Bufalo Michele, Penikas Henry et Zurlo Concetta, Modern Financial Engineering: Counterparty, Credit, Portfolio and Systemic Risks, World Scientific, 2022 (ISBN 978-981-125-235-8)
- de Servigny, Arnaud et Olivier Renault, The Standard & Poor's Guide to Measuring and Managing Credit Risk, McGraw-Hill, 2004 (ISBN 978-0-07-141755-6)
- Darrell Duffie and Kenneth J. Singleton, Credit Risk: Pricing, Measurement, and Management, Princeton University Press, 2003 (ISBN 978-0-691-09046-7)
- Principles for the management of credit risk - Bank for International Settlements